# Leichtathletik-Europameisterschaften 1946/Hochsprung der Frauen

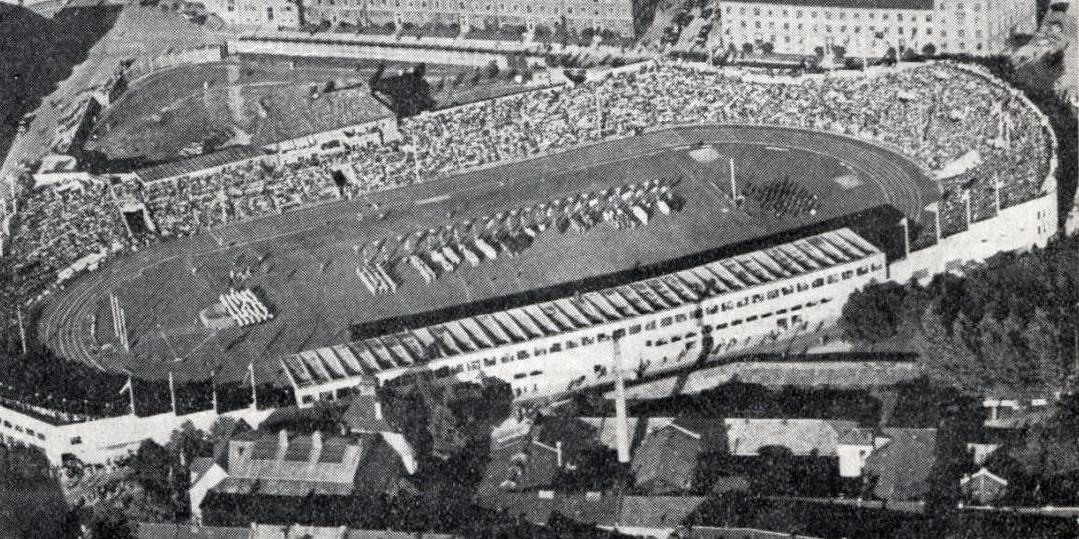
Das Bislett-Stadion in Oslo kurz nach den Europameisterschaften

Der 80-Meter-Hürdenlauf der Frauen bei den Leichtathletik-Europameisterschaften 1946 wurde am 23. August 1946 im Bislett-Stadion der norwegischen Hauptstadt Oslo ausgetragen.
Europameisterin wurde die Französin Anne-Marie Colchen. Alexandra Tschudina aus der UdSSR belegte den zweiten Platz. Die Dänin Anne Iversen gewann die Bronzemedaille.

## Rekorde

### Bestehende Rekorde
| Weltrekord   | 1,71 m | Fanny Blankers-Koen     | Amsterdam, Niederlande                      | 30. Mali 1943      |
| Europarekord | 1,71 m | Fanny Blankers-Koen     | Amsterdam, Niederlande                      | 30. Mali 1943      |
| EM-Rekord    | 1,64 m | Ibolya Csák             | EM Wien, Deutsches Reich (heute Österreich) | 18. September 1938 |
| EM-Rekord    | 1,64 m | Nelly van Balen-Blanken | EM Wien, Deutsches Reich (heute Österreich) | 18. September 1938 |
| EM-Rekord    | 1,64 m | Feodora zu Solms        | EM Wien, Deutsches Reich (heute Österreich) | 18. September 1938 |

Der bestehende EM-Rekord wurde bei diesen Europameisterschaften nicht erreicht. Die Sprunghöhe der französischen Europameisterin Anne-Marie Colchen von 1,60 m lag um vier Zentimeter unter diesem Rekord. Zum Europa-, gleichzeitig Weltrekord, fehlten elf Zentimeter.

### Rekordverbesserung
Es wurde ein neuer Landesrekord aufgestellt:

1,57 m – Anne Iversen (Dänemark), Wettkampf am 22. August

## Durchführung
Die zehn Teilnehmerinnen traten ohne Qualifikationsrunde zum Finale an.

## Finale

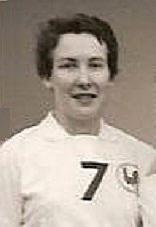
Europameisterin Anne-Marie Colchen, auch Mitglied des französischen Basketball-Nationalteams

22. August 1946
| Platz | Name                 | Nation         | Höhe (m) |
| ----- | -------------------- | -------------- | -------- |
| 1     | Anne-Marie Colchen   | Frankreich     | 1,60000  |
| 2     | Alexandra Tschudina  | Sowjetunion    | 1,57000  |
| 3     | Anne Iversen         | Dänemark       | 1,57 NR  |
| 4     | Fanny Blankers-Koen  | Niederlande    | 1,57000  |
| 5     | Micheline Ostermeyer | Frankreich     | 1,57000  |
| 6     | Triny Bourkel        | Luxemburg      | 1,57000  |
| 7     | Dora Gardner         | Großbritannien | 1,54000  |
| 8     | Milly Ludwig         | Luxemburg      | 1,48000  |
| 9     | Joyce Judd           | Großbritannien | 1,45000  |
| 10    | Edith Øieren         | Norwegen       | 1,40000  |

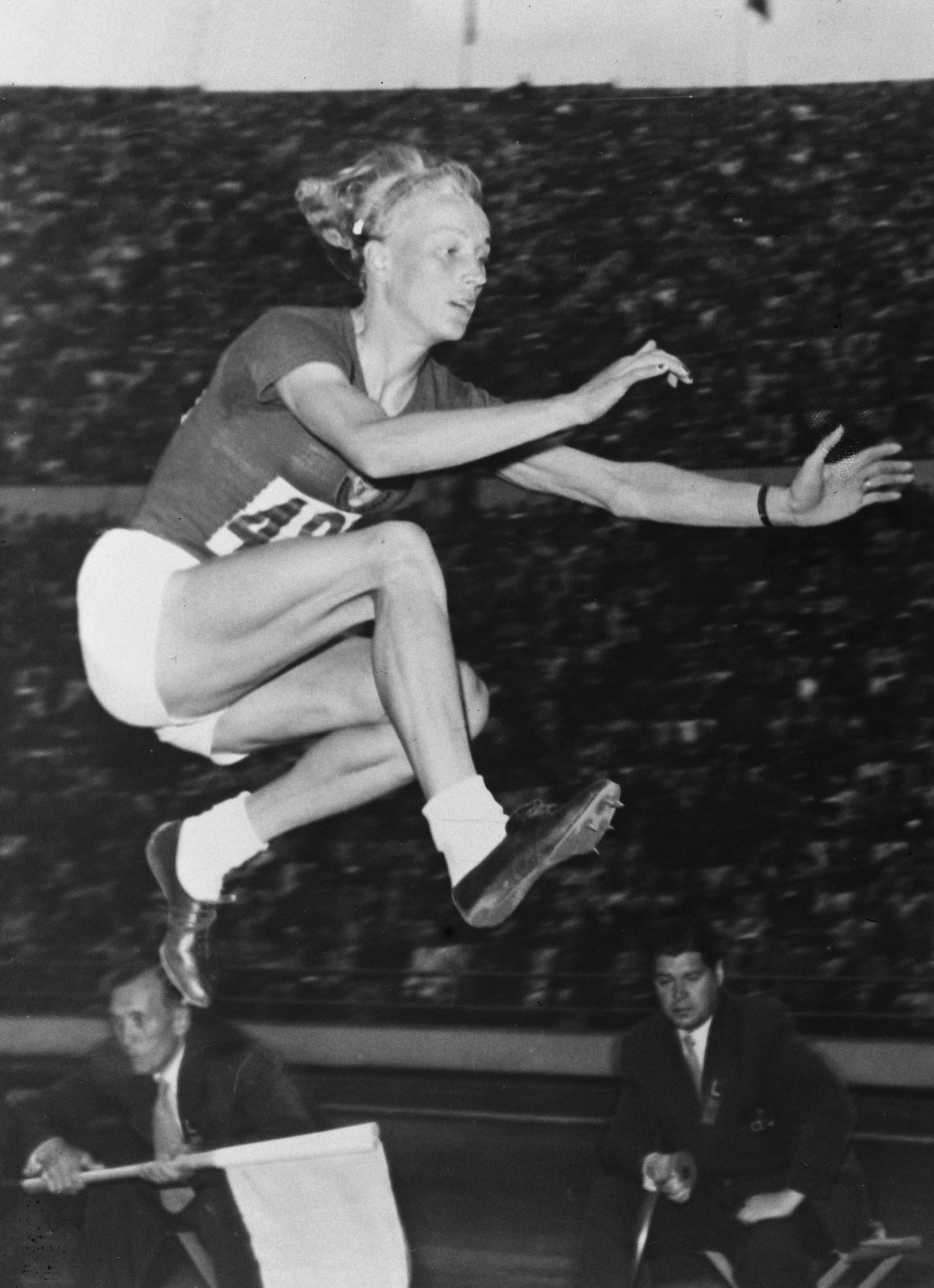
Vizeeuropameisterin Alexandra Tschudina – hier als Weitspringerin im Jahr 1952
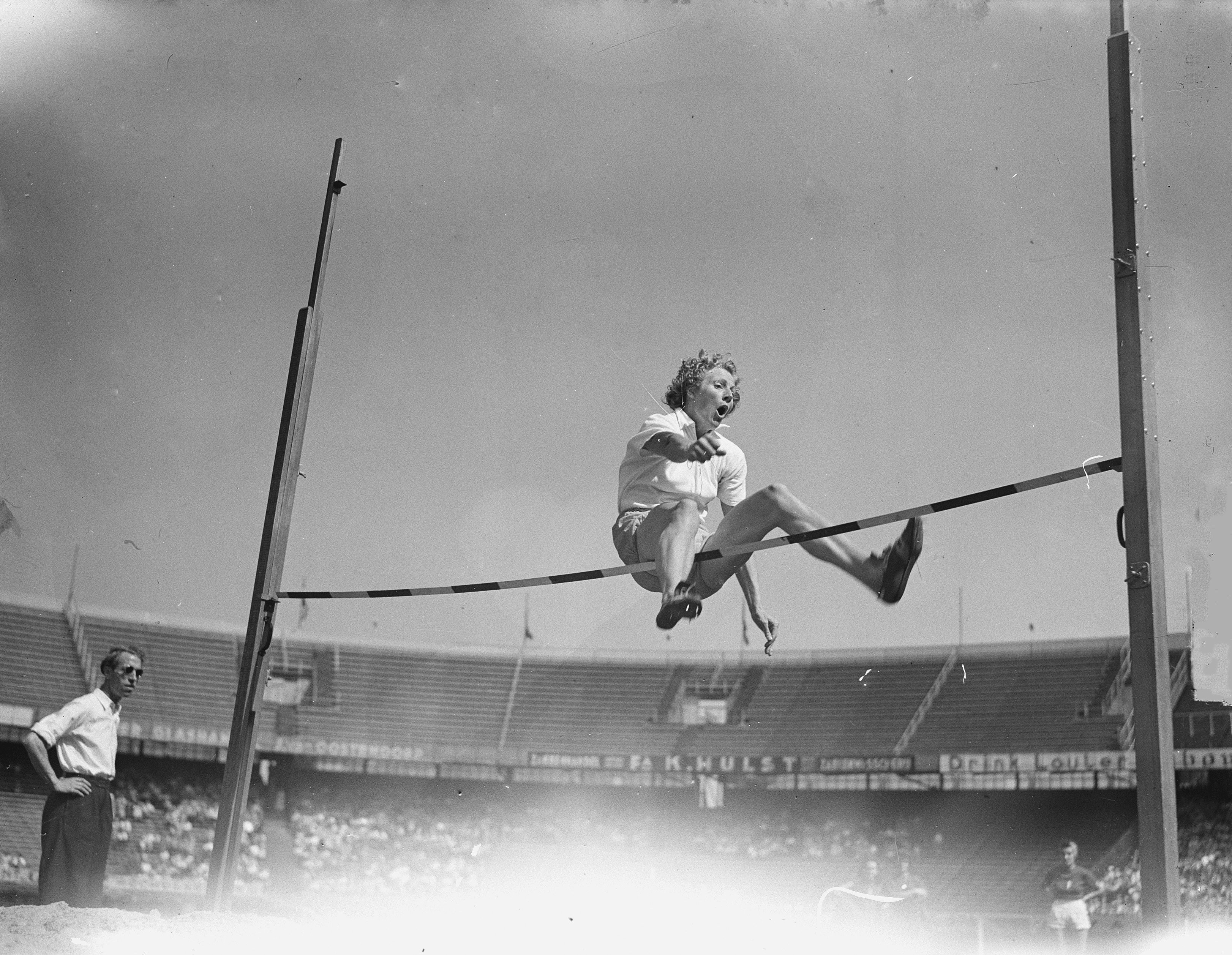
Hochsprung-Weltrekordlerin Fanny Blankers-Koen kam auf den vierten Platz
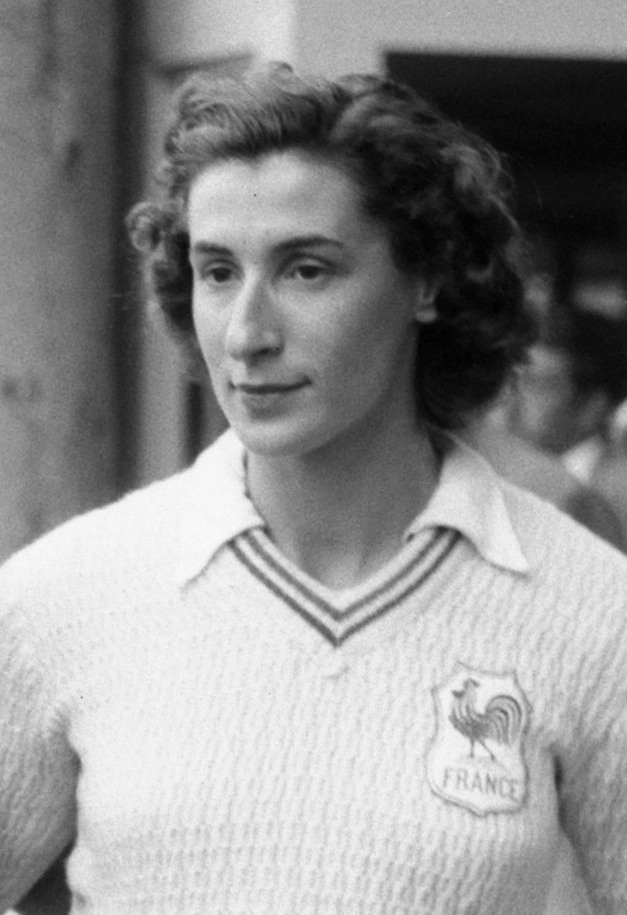
Die sportlich vielseitige Micheline Ostermeyer – auch als Pianistin sehr bekannt – belegte Rang fünf

## Video
- NORWAY: SPORTS: First post-war European Games athletics meeting (1946), Bereich: 0:43 min bis 0:54 min, youtube.com (englisch), abgerufen am 24. Juni 2022